# Dariusz Piontkowski
Dariusz Piontkowski (ur. 17 grudnia 1964 w Sielcu) – polski polityk, samorządowiec, nauczyciel, w latach 2007–2008 marszałek województwa podlaskiego, poseł na Sejm VII, VIII, IX i X kadencji. W latach 2019–2020 minister edukacji narodowej w pierwszym i drugim rządzie Mateusza Morawieckiego, w latach 2020–2023 wiceminister edukacji w randze sekretarza stanu.

## Życiorys
Z wykształcenia magister historii. Ukończył w 1988 studia na Wydziale Humanistycznym Filii Uniwersytetu Warszawskiego w Białymstoku. Ukończył też studia podyplomowe: menedżerskie (Wyższa Szkoła Finansów i Zarządzania w Białymstoku w 1996), z zarządzania kadrami w administracji publicznej (Wyższa Szkoła Administracji Publicznej w Białymstoku w 2001) i z zarządzania oświatą (UwB w 2001). Pracował jako nauczyciel w I Liceum Ogólnokształcącym im. Adama Mickiewicza w Białymstoku.
Od 1990 działał w Porozumieniu Centrum, następnie przystąpił do Prawa i Sprawiedliwości. Od 1994 do 2007 zasiadał w białostockiej radzie miasta. W przedterminowych wyborach do sejmiku podlaskiego w 2007 uzyskał mandat radnego z listy Prawa i Sprawiedliwości. W maju tego samego roku po zawiązaniu koalicji przez PiS i PSL został powołany na urząd marszałka województwa. Odwołano go z tej funkcji w styczniu 2008 po zmianie układu sił w sejmiku i podpisaniu porozumienia przez Platformę Obywatelską, PSL i Prawicę Podlasia, utworzoną przez część radnych PiS. W 2010 ponownie został radnym województwa. W 2010 reprezentował PiS w wyborach na prezydenta miasta Białegostoku.
Był oskarżony o przywłaszczenie w 2008 funkcji publicznej, co było związane z podpisywaniem dokumentów jako marszałek województwa po głosowaniu nad jego odwołaniem i powołaniem następcy. Polityk nie przyznawał się do sprawstwa, podając, iż był przekonany, że odwołanie odnosi skutek dopiero z końcem dnia. W 2013 sąd prawomocnie uznał, że dopuścił się tego czynu, umarzając jednocześnie z uwagi na nieznaczną szkodliwość społeczną warunkowo postępowanie na okres próby.
W wyborach krajowych w 2011 został wybrany na posła VII kadencji. Został członkiem Komisji Edukacji, Nauki i Młodzieży oraz Komisji Zdrowia. W wyborach do Parlamentu Europejskiego w 2014 startował z listy Prawa i Sprawiedliwości w okręgu nr 3 (województwa podlaskie i warmińsko-mazurskie) i nie uzyskał mandatu, zdobywając 28 685 głosów. W 2015 z powodzeniem ubiegał się o poselską reelekcję (dostał 28 378 głosów). W lutym 2019 został przewodniczącym struktur PiS w województwie podlaskim.
4 czerwca 2019 prezydent RP Andrzej Duda powołał Dariusza Piontkowskiego w skład rządu Mateusza Morawieckiego na urząd ministra edukacji narodowej. Zastąpił na tym stanowisku Annę Zalewską, która została wybrana do Parlamentu Europejskiego. W tym samym miesiącu został powołany przez prezydenta w skład Rady Dialogu Społecznego.
W wyborach parlamentarnych w 2019 uzyskał mandat posła na Sejm IX kadencji, otrzymując 63 878 głosów. 15 listopada 2019 objął ponownie urząd ministra edukacji narodowej, wchodząc w skład drugiego rządu dotychczasowego premiera. Urząd ministra sprawował do 19 października 2020. Kilka dni później został powołany na stanowisko sekretarza stanu w Ministerstwie Edukacji Narodowej (od stycznia 2021 w Ministerstwie Edukacji i Nauki).
Był też pełnomocnikiem okręgu podlaskiego PiS, funkcję tę pełnił do 2022. W wyborach w 2023 został wybrany do Sejmu X kadencji (z wynikiem 22 147 głosów). W grudniu tego samego roku zakończył pełnienie funkcji wiceministra.

## Życie prywatne
Syn Jerzego i Stanisławy. Żonaty z Agnieszką Rzeszewską, przewodniczącą Regionalnej Sekcji Oświaty i Wychowania NSZZ „Solidarność” w Białymstoku i radną PiS; jest ojcem Piotra i Łukasza.

## Odznaczenia
Otrzymał Brązowy (2000) i Srebrny (2007) Krzyż Zasługi.